# Тулинський
Тулинський (рос. Тулинский) — селище у Новосибірському районі Новосибірської області Російської Федерації.
Входить до складу муніципального утворення Верх-Тулинська сільрада. Населення становить 2277 осіб (2010).

## Історія
Згідно із законом від 2 червня 2004 року органом місцевого самоврядування є Верх-Тулинська сільрада.

## Населення
| 2002 | 2007  | 2010  |
| ---- | ----- | ----- |
| 2046 | ↗2056 | ↗2277 |